# Hannah Chaplin
 Hannah Chaplin   (n. Hannah Harriet Pedlingham Hill, n. 6 august 1866, Londra, Regatul Unit al Marii Britanii și Irlandei – d. 28 august 1928, Glendale, California, SUA) a fost o actriță britanică. Este mama actorilor Sydney Chaplin, Charlie Chaplin și a regizorului de film Wheeler Dryden.